# El Bascongado
El Bascongado fue un periódico editado en la ciudad española de Bilbao entre 1813 y 1814.

## Descripción
Con el subtítulo de «periódico político y literario de Bilbao», se imprimía en la tipografía de Cándido Pérez Prieto. Comenzó a publicarse el 1 de diciembre de 1813 y, según apunta Allende-Salazar y Muñoz de Salazar, fue «el primer periódico de carácter político que vió la luz» en aquella ciudad vasca. De posiciones liberales, en un principio se publicaba los miércoles y los domingos, más tarde los miércoles y los sábados y finalmente pasó a no tener una periodicidad fija. Entre sus redactores se contaron Ildefonso de Sancho, abogado, y Toribio Gutiérrez de Caviedes, que era también director. Habría cesado en su publicación apenas un año después de su lanzamiento, en 1814.